# 李叡源
李 叡源（イ・イェウォン、이예원、Ye won Lee、2003年2月13日 - ）は、大韓民国の女性プロフェッショナルゴルファー。所属はKB金融グループ。

## 経歴
大韓民国京畿道烏山市出身。8歳の時に両親の手ほどきによりゴルフを始める。ゴルフを始めた当時の憧れの選手はチェ・ナヨンであったとのこと。
飛鳳髙等學校時代の2019年、大韓民国アマチュアジュニアナショナルチームのメンバーとして日本の宮崎県・トム・ワトソンゴルフコースで開催された「ネイバーズトロフィーチーム選手権」に出場し、団体戦及び個人戦でそれぞれ優勝している。
中学校3年次から大韓民国女子プロゴルフ協会（KLPGAツアー）の大会に出るようになり、プロ入りが期待されるようになる。
2021年にプロへ転向、2022年のシーズン1年目はツアー優勝こそなかったがトーナメントでは上位フィニッシュを重ね、無冠ながら新人賞を獲得した。
2023年シーズンに入ると開幕戦の「ロッテレンタカー女子オープン」でプロ初優勝、そしてKLPGAメジャートーナメントの「ハイトジンロチャンピオンシップ」でも優勝し、この年は賞金女王、最優秀選手大賞（MVP）、平均ストローク1位の三冠女王に輝いた。